# Jean Malaquais
Jean Malaquais (Varsovia, 11 de abril de 1908 -Ginebra, 22 de diciembre de 1998) fue un escritor en lengua francesa de origen polaco. En 1939 recibió el Premio Renaudot por su novela Los javaneses

## Historia
Nacido como Vladimir Jan Pavel Malacki, fue hijo de un profesor de latín y griego y de una socialista convencida. A pesar de que sus padres venían de una tradición familiar judía ambos habían abandonado la práctica religiosa y educaron a sus hijos en el laicismo. El joven Malacki completó sus estudios de bachillerato y prefirió ver mundo a ir a la universidad; viajó por Polonia, Rumanía, Turquía, Palestina y Egipto para completar su periplo en Francia, su anhelada tierra de la libertad, de la Revolución ilustrada, de la Comuna de París. Durante este viaje iniciático se gana la vida con los oficios más variados, incluido el de minero en una explotación de plomo y plata de la Provenza, experiencia que le serviría para escribir su afamada Los javaneses.
El hito de su juventud fue la amistad que trabó con André Gide, a quien conoció en 1935. Gide ya era por aquel entonces una de las plumas más respetadas de las letras galas, y unas declaraciones suyas en la Nouvelle Revue Française, en las que se lamentaba de su extracción burguesa frente a la «dignidad» de la condición obrera, provocan la airada respuesta de Malacki, quien echa en cara al novelista que «si Ud. se siente inferior por poder comer a su antojo, yo no me siento superior por no poder comer lo suficiente». A esta réplica seguirán otras en semejante tono, lo que llevará a despertar la simpatía de Gide hacia su nuevo y descarado rival epistolar. Célebre se ha hecho el escueto diálogo con el que ambos se conocieron en persona: al arrogante «¿Eres tú Malacki?» del autor consagrado, siguió el «¿Eres tú Gide?» del irreverente polemista. Tanto es así que Gide, apreciando la innata valía para la escritura del joven de origen polaco, se convirtió en su mecenas y protector, ayudándolo tanto económica como estilísticamente a encontrar su propia escritura.

### Novelista
A principios de los años treinta el apátrida Malacki decide afrancesar su nombre y escoge por similitud y simpatía el término Malaquais, nombre de uno de los muelles de carga de París. Animado por Gide y con la tranquilidad del apoyo económico de su mentor, Malaquais empieza a escribir por el principio: por su propia experiencia. Comienza así un texto denominado en primera instancia L’Île de Java, en el que narra la vida cotidiana de un grupo de mineros extranjeros en el sudeste francés. Y lo hace con un tono radicalmente distinto al de la tradición realista francesa: no existe un protagonista claro en la historia, sino que es una obra coral, en la que las diferentes historias personales se van sucediendo y entrelazando. No hay rastro del romanticismo de Balzac o de la épica de Zola. Sus miserables, sus javaneses, son víctimas del sistema de producción económica y de la grandeur francesa, pero no resistirían un examen de heroicidad proletaria. La escritura de Malaquais no es buenista, ni de lenguaje estilizado; al contrario, reproduce fielmente la lingua franca en la que se entendían los mineros extranjeros de la Provenza, rebosa de expresiones malsonantes, y no huye del feísmo si con ello logra reproducir fielmente la atmósfera del insalubre poblado minero. Malaquais tampoco es un artista aislado del mundo: la convulsa escena política de los años treinta hace que tome un clarísimo posicionamiento en favor del movimiento obrero y del antifascismo, sin por ello caer en el estalinismo hegemónico en el campo prosoviético. Si bien nunca a lo largo de su vida militó en organización política alguna, sus simpatías siempre fueron para la izquierda comunista. Fue a Trotski a quien envió un ejemplar de Los javaneses, como finalmente titularía su primera novela, y fue el líder de la oposición de izquierdas quien escribió un brillante artículo ponderando las virtudes de la novela de Malaquais, «Un nuevo gran escritor. Sobre Los javaneses de Jean Malaquais»:
La literatura no tiene más remedio que adaptarse a la vida. Pero qué diferen entre Malaquais y cierto escritor que se hizo famoso hace algunos años, con un libro de crudeza excepcional. Me refiero a Céline. Nadie había escrito antes que él con tanta obstinación fisiológica sobre las necesidades y funciones del pobre cuerpo humano. Pero la mano de Céline era guiada por un emponzoñado agravio que le hacía calumniar al hombre. El artista, médico de profesión, se dijera que deseaba convencernos de que el ser humano, impelido a funciones tan bajas, no se distinguía de un asno o de un perro, excepto por una mayor astucia quizás y un mayor espíritu de venganza. Esta odiosa actitud ante la vida cortó las alas del arte del autor: no fue más allá de su primer libro. Casi al mismo tiempo que Céline otro escéptico se hizo famoso, Malraux, que también buscaba justificar su pesimismo; pero no abajo, en la fisiología, sino arriba, en las manifestaciones del heroísmo humano. Malraux hizo uno o dos libros importantes. Pero carece de médula. Siempre anda buscando una fuerza externa en qué descansar, alguna autoridad establecida. La falta de independencia creadora ha echado a perder sus últimos libros con el veneno de lo falso, malográndolos. Malaquais no teme lo bajo y lo vulgar de nuestra naturaleza, porque a pesar de todo, el hombre posee genio creador, pasión, heroísmo, lo que está lejos de ser estéril. Como todos los verdaderos optimistas, Malaquais ama al hombre por sus facultades potenciales. Gorki dijo una vez: "El hombre -¡esto suena a soberbio!". Quizás Malaquais no repetiría una exclamación tan didáctica. Sin embargo, es precisamente la actitud que observa hacia el hombre en su novela. El talento de Malaquais tiene dos aliados seguros: el optimismo y la independencia.
Durante la guerra civil española se alistó en las unidades del POUM, también comunistas contrarios a las políticas que desarrollaba Stalin al frente de la III Internacional. Tras la desmovilización forzosa de los combatientes extranjeros en la contienda española regresó a Francia, donde encontró tiempo para escribir su primera novela.
La concesión del Renaudot halla a Malaquais en plena movilización defensiva en la Segunda Guerra Mundial. A pesar de su condición de apátrida y de carecer de documentación en regla, las autoridades francesas lo enrolan y adscriben a la defensa de la Línea Maginot. Capturado por los alemanes y siendo de origen judío, socialista y apátrida, la mejor opción para él es desaparecer. Logra fugarse del campo de detención y comienza una nueva vida bajo una identidad falsa en el sur de Francia. Allí permanecerá durante dos años, concretamente en Marsella, hasta que consigue un visado para Venezuela con la inestimable ayuda de Gide. De allí pasará a México y del país azteca a Estados Unidos, país del que obtuvo la nacionalidad. Sus vivencias en la contienda mundial le permiten escribir Journal de guerre (1943). Basándose en la vida en la Francia ocupada escribirá su Planête sans visa (1947). En 1953 escribió su última novela, Le Gaffeur, la inquietante historia de un hombre que pierde a su esposa, su trabajo, su casa, su vida e incluso su propia identidad.

### Retirada de la escena literaria
Siempre se ha dicho que Malaquais estaba destinado a ganar el Premio Goncourt, pero su irreductible incorrección política lo privó de ello. No dudó en escribir un libelo contra Louis Aragon por la cuestionable trayectoria política del poeta: feroz antipatriota en su juventud, Aragon, militante comunista, salió a la palestra para justificar el pacto Ribbentrop-Molotov de no agresión germano-soviético en 1939 y, cuando el aura del PC francés perdió fuerza, se pasó a las filas del patrioterismo que orbitaba en torno al general De Gaulle. Pero a finales de los años cuarenta Aragon era una de las autoridades en el campo de las letras, dominado por los comunistas, y el panfleto «Le nommé Louis Aragon ou le patriote professionel» fue algo que sin duda pasó factura a Malaquais.
A partir de Le Gaffeur se entrega al estudio de la filosofía, particularmente la obra de Kierkegaard, y a la reescritura de sus obras. A mediados de los años noventa sus novelas son reeditadas siguiendo la última versión del autor, así como también lo son sus apasionadas correspondencias con su maestro Gide y con Norman Mailer, de quien sería traductor al francés.

### Obra literaria
- Les Javanais, éditions Denoël, París, 1939. En castellano Los javaneses, Ed. Sudamericana, Buenos Aires, 1942; Los javaneses, Hoja de Lata Editorial, Gijón, 2013. (ISBN 9788494115332).
- Journal de guerre, Éditions de la Maison Française, Nueva York, 1943.
- «Deux nouvelles de Jean Malaquais», en Les Œuvres nouvelles 2, Éditions de la Maison Française, Nueva York, 1943.
- Coups de barre, recueil de nouvelles, Éditions de la Maison Française, Nueva York, 1944. Edición en francés, Le Cherche-Midi, París, 208, 290 p. (ISBN 978-2-7491-1162-9).
- Planète sans visa, Le Pré aux Clercs, Pars, 1947. Reedición Phébus, 2009. Existe traducción al castellano: Sin visado, Sajalín Editores, 2014, 511 p. (ISBN 209788494236754)
- Le Gaffeur, Buchet-Chastel, Pars, 1953. Reedición Phébus, 2001.
- Søren Kierkegaard : Foi et Paradoxe, 10/18, UGE, París, 1971.
- «Le Nommé Louis Aragon ou le patriote professionnel», «Les Égaux», suplemento de Masses, febrero de 1947, n° 7. Reedición en Éditions Syllepse, colección Les Archipels du surréalisme, diciembre de 1998.
- Correspondance (1935-1950) d'André Gide et Jean Malaquais, éditions Phébus, París, 2000.
- Correspondance 1949-1986 de Norman Mailer et Jean Malaquais, traducción al francés de Hélène Ancel, París, Le Cherche-Midi, 2008, 284 p.(ISBN 978-2-7491-1127-8).
- La courte paille, obra teatral en cuatro actos, éditions Art et Comédie, colección Côté Scène, 1999.

Traducciones al francés
Norman Mailer: Los desnudos y los muertos (The Naked and the Dead), prefacio de André Maurois, Albin Michel, París, 1950.
Mircea Eliade: Occultisme, sorcellerie et modes culturelles (Occultism, witchcraft and cultural fashions), Gallimard, París, 1978.